# Cosmorhoe paradoxa
Cosmorhoe paradoxa là một loài bướm đêm trong họ Geometridae.